# Руська Тавра
Ру́ська Та́вра (рос. Русская Тавра) — село у складі Красноуфімського міського округу (Натальїнськ) Свердловської області.
Населення — 774 особи (2010, 461 у 2002).
Національний склад станом на 2002 рік: росіяни — 54 %, марійці — 37 %.